# Eugen Kahl
Eugen Kahl (* 6. Oktober 1912 in Wilhelmsburg; † November 1944) war ein deutscher Fußballspieler.

## Karriere
Kahl gehörte dem Hamburger SV als Mittelfeldspieler an und kam von 1935 bis 1941 in der Gauliga Nordmark zum Einsatz. Während dieser Zeit gewann er mit seinem Verein viermal die Gaumeisterschaft.
Aufgrund der errungenen regionalen Meisterschaften nahm er auch in den jeweiligen Jahren an den Endrunden um die Deutsche Meisterschaft teil und bestritt insgesamt 31 Endrundenspiele. 1937, 1938 und 1939 erreichte er mit dem HSV dreimal in Folge das Spiel um Platz 3 (Niederlagen gegen den VfB Stuttgart, Fortuna Düsseldorf, Dresdner SC). Im Wettbewerb um den Tschammerpokal kam er in den Jahren 1935, 1937, 1938, 1939 und 1940 in insgesamt acht Spielen zum Einsatz, wobei mit dem Erreichen des Viertelfinales, das mit 2:6 gegen den SV Waldhof Mannheim verloren wurde, er und seine Mannschaft am weitesten kam.

## Erfolge
- Gaumeister Nordmark 1937, 1938, 1939, 1941